# تینیا
تینیا (که گاهی با عنوان: تین، تینه، تینز یا تینا نیز خوانده شده‌است) خدای آسمان و بالاترین خدا در اساطیر اتروسک محسوب می‌شد و معادل با ژوپیتر رومی و زئوس یونانی بود. او شوهر تالانا یا یونی و پدر هراکلس به شمار می‌آمد.
او یکی از سه زمامدار مقتدر روم در دنیای باستان بود و در کنار مینروا و یونی تریاد یا سه گانه معروفی را تشکیل می‌دادند. او را همراه با رعد و برق، نیزه و اسکپتر (عصای مخصوص سلطنت)، ترسیم کرده‌اند. در زبان اتروسکی، تین یا تینز به معنای «روز» آمده‌است و جمع آن تینیا که بعنوان نام بر این خدا گذاشته شده‌است، نشان از آن دارد که او را بعنوان خداوند حاکم بر گذشت زمان می‌شناخته‌اند. (قابل مقایسه با پدر زمان و ایزد باستانی روزها، که یک خدای آرامی است)
برخی از تعریف‌های اپیتتزی موجود، حاوی جزئیاتی هستند که از ارتباط تینیا با کبد پیاسنزا، حکایت دارند. این شیء یک مدل از جنس برنز و به شکل کبد (جگر) بود که برای مشخص ساختن هاروسپایسی مورد استفاده قرار می‌گرفت. بر شماری از این اپیتتزها، نقشهایی شامل علایم و حروفی همچون: Tin Θuf یا Tinś Θne. درج شده‌است.
برخی از کتیبه‌های باستانی که تینیا در آنها پدیدار است، به شرح زیر می‌باشند:
- بر روی یک کایلکس، نقاشی ترسیم شده توسط اولتوس (مربوط به حدود ۵۰۰ پیش از میلاد):

این عبارات بر روی آن دیده می‌شوند: Itun turuce venel atelinas Tinas cliniiaras.
که ترجمه آن این است: این اهدایی ونل آتلیانس، برای پسران تینیا می‌باشد (به معنای: دیوسکوری).
- بر روی شیر برنزی معروف به شیمر آرتزو:

عبارت تینسکویل: Tinscvil درج شده
بعنوان هدیه‌ای به تینیا

## نگارخانه

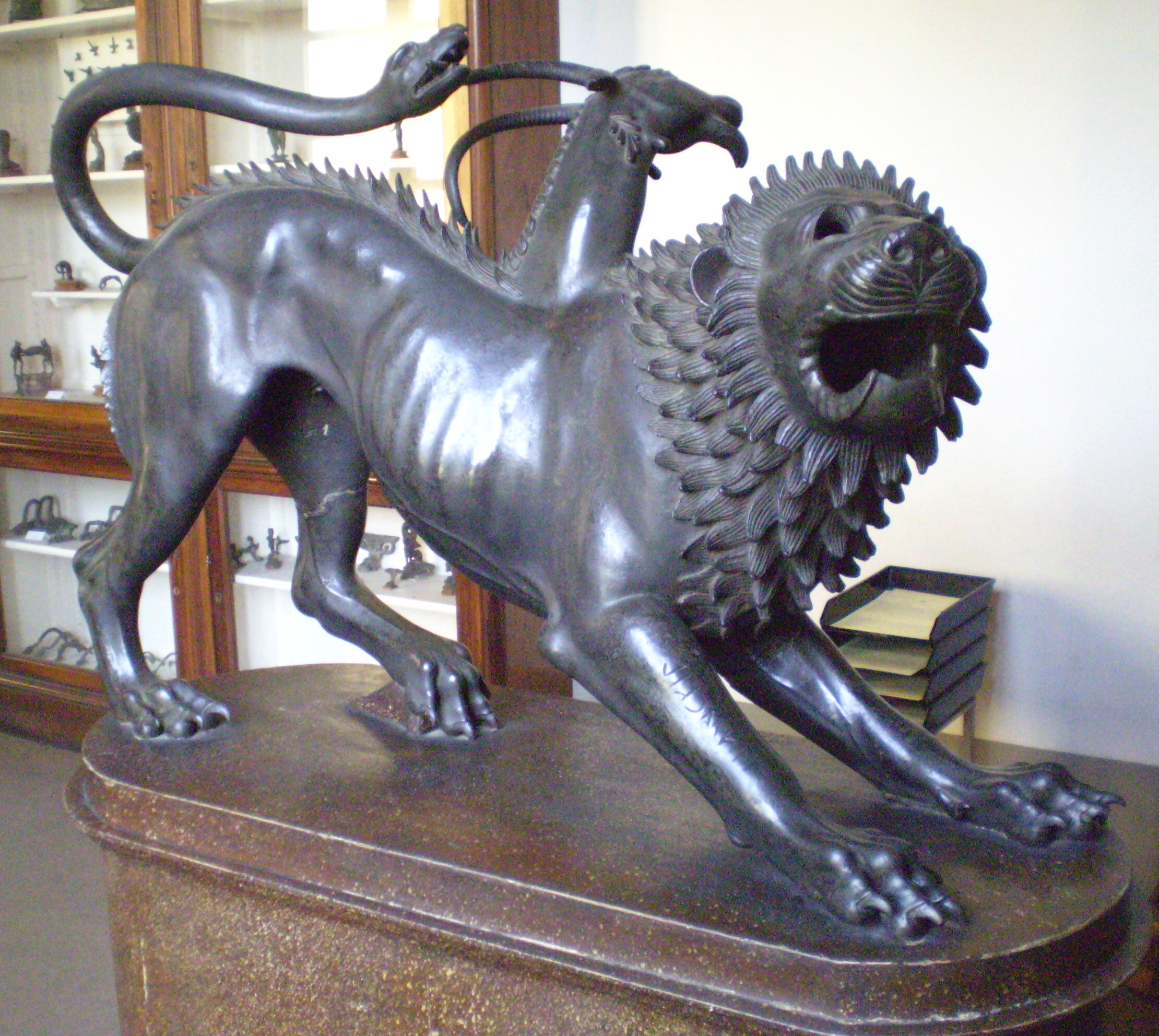
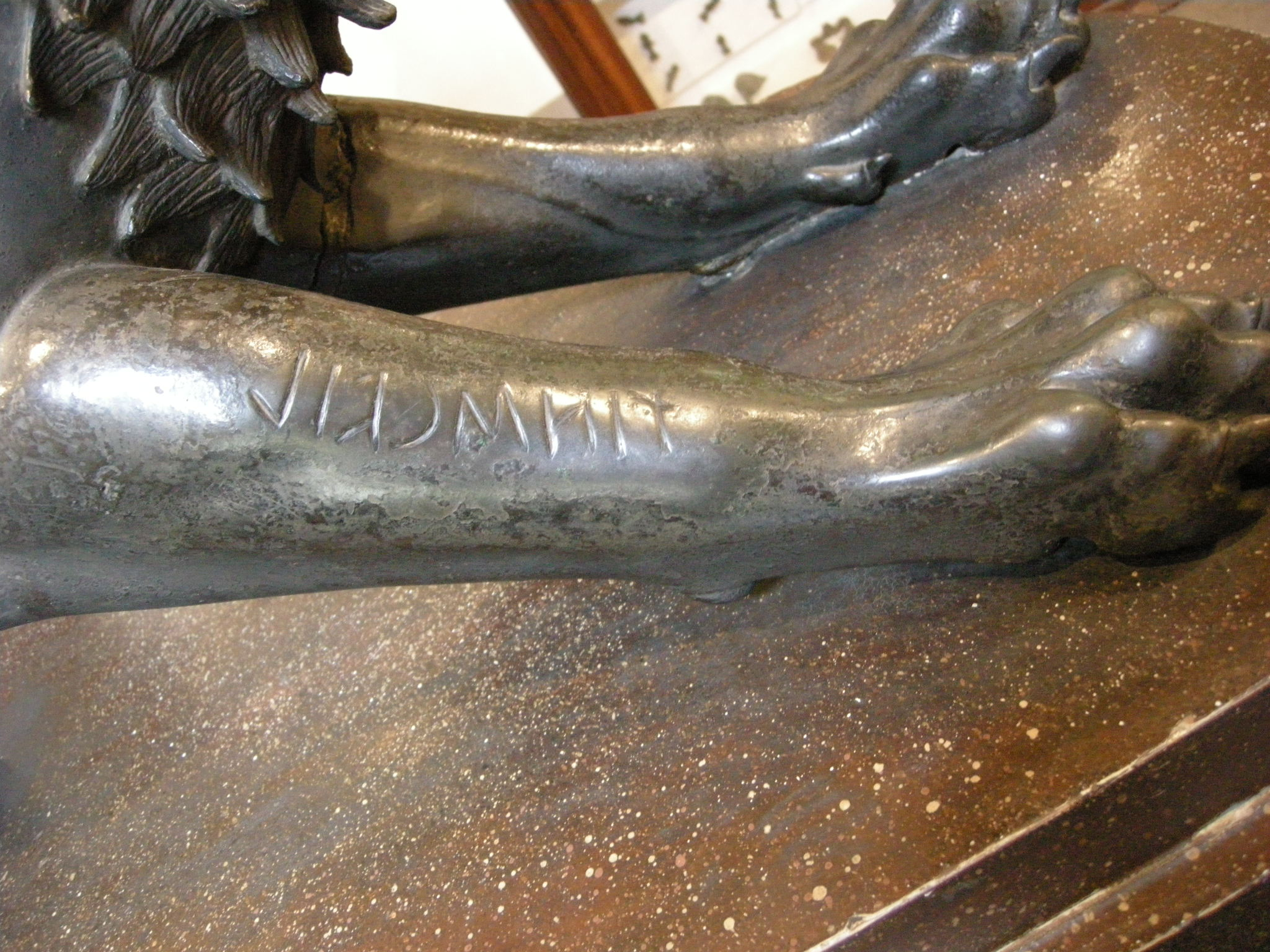